# Iglesia de San Marcos (Mamiña)
La Iglesia de San Marcos es un templo católico ubicado en la localidad de Mamiña, comuna de Pozo Almonte, Región de Tarapacá, Chile. Fue declarada monumento nacional de Chile, en la categoría de monumento histórico, mediante el Decreto n.º 132, del 28 de junio de 2017.

## Historia
El primer templo data de 1632 en un espacio de uso prehispánico con importancia simbólica. Según relatos de la oralidad local, existía en el lugar un cementerio de pueblos prehispánicos. Se presume que a fines del período colonial se construyó la entrada y el retablo de la iglesia, y se hicieron arreglos los primeros años del siglo xx y en los años 1950.
Tuvo que ser reparada luego del terremoto de 2005, con obras que se inauguraron en 2008. En 2017 un incendio destruyó el interior de la iglesia.

## Descripción
Está construida con piedras, arcilla, barro y madera, con técnicas de construcción tradicionales de la zona como el adobe, mortero de barro, techado de mojinete y piedra canteada. Presenta una impronta neoclásica en su altar mayor y retablo.